# Saligorsk
Saligorsk (en bielorruso: Салігорск; en ruso: Солигорск, Soligorsk) es una ciudad subdistrital de Bielorrusia, capital del distrito homónimo en el sur de la provincia de Minsk. En 2010 contaba con una población de 102 335 habitantes.

## Historia
Como en muchos otros casos en la historia de la Unión Soviética, la ciudad fue creada junto al desarrollo industrial local. En este caso, la ciudad de Saligorsk fue construida en 1958 con el descubrimiento y el desarrollo industrial de la sal de potasio en la región.
En mayo de 1958 se decidió construir una planta de construcción en la base del depósito Starobin y se puso en funcionamiento en 1963. La construcción fue anunciada por la Unión Komsomol y tenía en sus filas a 1 500 trabajadores. En mayo de ese mismo año, Saligorsk adquirió el estatus de ciudad.

## Deporte
FC Shakhtyor es el equipo de la ciudad de Saligorsk, el equipo actualmente milita en la Liga Premier de Bielorrusia 2021 y fue campeón en la temporada 2020, el FC Shakhtyor jugó la Champions League donde cayó por 1-0 y 2-0 ante Ludogorets pero jugará por un cupo a la fase de grupos de la Conference League, su estadio es el
Stroitel Stadium para 4200 espectadores.

## Relaciones internacionales
La ciudad de Saligorsk mantiene un hermanamiento con:
- Kohtla-Järve, Estonia[3]